# Nomikai
Nomikai (Nhật: 飲み会) là hình ảnh tiệc tùng nhậu nhẹt đặc trưng thường thấy ở nền văn hóa Nhật Bản. Nomikai là một phần của thứ văn hóa hiện diện ở hầu khắp mọi nơi làm việc, từ trường học cho đến các hộp đêm. Những buổi tiệc như này thường được tổ chức ở các nhà hàng ăn uống hoặc quán rượu Nhật như izakaya, thường là mọi người cùng ngồi bên một chiếc bàn rộng hoặc "đóng quân" ở một khu riêng biệt của quán.

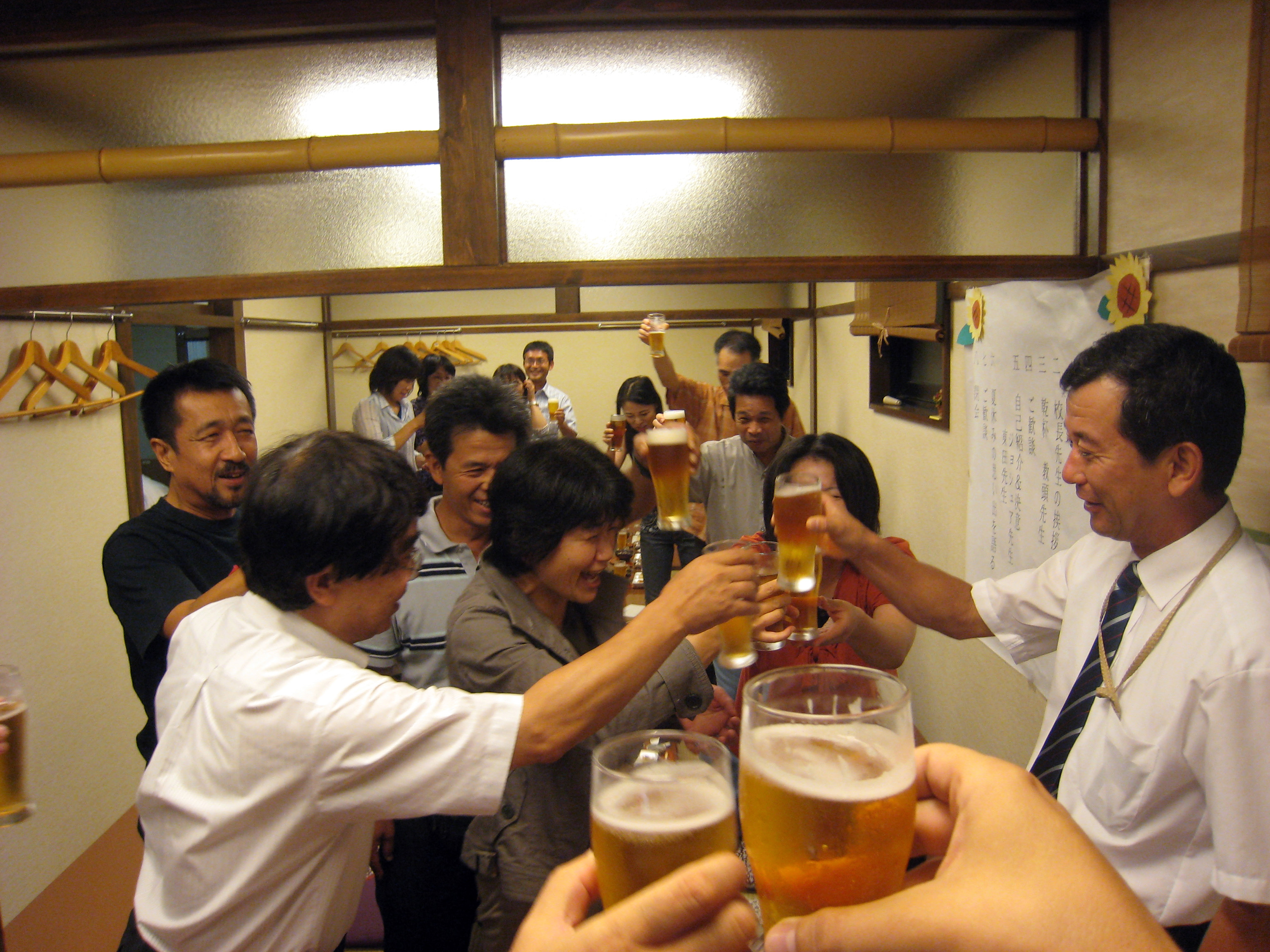
Một nhóm người Nhật ở thành phố Kumamoto đang nâng cốc chuẩn bị uống bia

Người lao động thì luôn được kỳ vọng sẽ cùng tham gia trong chừng mực nào đó ở đa dạng các bữa tiệc nomikai (thường được gọi thông tục là tăng 1, tăng 2, tăng 3...), bởi đây được xem là khía cạnh xã giao trong công việc mặc dù nó không phải yêu cầu tuyệt đối. Những buổi nhậu như này tập trung vào việc gắn kết giữa các đồng nghiệp với nhau như một tập thể đoàn kết, và không được xem là mang tính chất riêng tư hoặc không liên quan đến công việc (xem Hệ giá trị Nhật Bản). Việc tham dự ở đây không nhất thiết phải ngầm hiểu rằng một người sẽ phải nhậu với bất kỳ loại đồ uống có cồn nào, tuy nhiên những người tham gia nói chung sẽ phải trả một khoản tiền đã đặt trước cho đồ ăn, thức uống và chỗ ngồi ở quán bất chấp việc tiêu thụ bao nhiêu. Bất kỳ lượng tiền thừa còn dôi ra nào sẽ được sung quỹ cho việc tổ chức buổi nomikai tiếp theo.
Phiên bản sinh viên của nomikai được gọi là konpa và tồn tại một số điểm khác biệt.